# Drombus ocyurus
Drombus ocyurus là một loài cá biển thuộc chi Drombus trong họ Cá bống trắng. Loài cá này được mô tả lần đầu tiên vào năm 1907.

## Tình trạng phân loại
D. ocyurus ban đầu được Jordan và Seale đặt trong chi Rhinogobius. Tuy nhiên, phân loại của Rhinogobius bị hiểu sai vào đầu thế kỷ 20, theo Herre (1933), nên R. ocyurus không chắc thuộc về chi Rhinogobius. Kunishima và cộng sự (2022) tạm thời coi loài này là thành viên của chi Acentrogobius dù đã cho biết hệ thống phân loại của Drombus và Acentrogobius đều chưa được xác định rõ ràng.

## Từ nguyên
Từ định danh ocyurus được ghép bởi hai âm tiết trong tiếng Hy Lạp cổ đại: ōkús (ὠκῠ́ς; “mau lẹ”) và ourá (ουρά; “đuôi”), hàm ý không rõ, có lẽ đề cập đến vây đuôi dài và nhọn đầu của loài cá này.

## Phân bố và môi trường sống
D. ocyurus có phân bố trải dài trên Đông Ấn - Tây Thái, bao gồm miền nam Nhật Bản (quần đảo Ryukyu), đảo Đài Loan, Trung Quốc (ngoài khơi Quảng Đông), Việt Nam (vịnh Hạ Long), Thái Lan (bờ biển Andaman và vịnh Thái Lan), Philippines (đảo Palawan và Luzon), Brunei, Papua New Guinea và bờ bắc Úc (Darwin qua Townsville, Queensland). D. ocyurus cũng được biết đến ở Singapore dưới danh pháp Quisquilius malayanus.
D. ocyurus sống trên nền đáy mềm (bùn, cát), được tìm thấy ở gần bờ, gồm cả vùng cửa sông, bãi triều và rừng ngập mặn, độ sâu đến khoảng 9 m.

## Mô tả
Chiều dài cơ thể lớn nhất được ghi nhận ở D. ocyurus là 4,4 cm. Loài này bán trong suốt với 8 dải sẫm màu ở hai bên, lốm đốm sẫm khắp cơ thể. Dải sau cùng rõ nhất nối với một đốm sẫm màu hình tam giác gần của vây đuôi. Những dải và đốm sẫm này đôi khi mờ dần và không thấy được. Mỗi dải chứa 2–3 chấm xanh lam sáng, và có 2–3 đốm xanh trên nắp mang. Sọc đen ngang mắt. Các vây trong mờ, màu xám trắng. Vây lưng trước có 2 đốm lớn. Vây hậu môn và vây bụng ở con đực sẫm màu hơn ở con cái.
Số gai vây lưng: 7; Số tia vây lưng: 9–10; Số gai vây hậu môn: 1; Số tia vây hậu môn: 9; Số gai vây bụng: 1; Số tia vây bụng: 5; Số tia vây ngực: 15–18.